# Бістріца-Ноуе
Бістріца-Ноуе (рум. Bistrița Nouă) — село у повіті Олт в Румунії. Адміністративно підпорядковане місту П'ятра-Олт.
Село розташоване на відстані 148 км на захід від Бухареста, 11 км на захід від Слатіни, 33 км на схід від Крайови.

## Населення
За даними перепису населення 2002 року у селі проживали 633 особи, усі — румуни. Усі жителі села рідною мовою назвали румунську.